# Patrick McCarthy
Patrick Paddy Mc Carthy (Cashel, Condado de Tipperary, Irlanda, 17 de marzo de 1876 – Barrio Norte, Ciudad Autónoma de Buenos Aires, Argentina, 10 de agosto de 1963). Fue un marino, Deportista y  profesor irlandés radicado en Argentina. 
Fue un precursor y difusor del deporte porteño, en especial el boxeo y el fútbol, y uno de los primeros profesores de educación física. Se desempeñó como jugador de primera división, fue árbitro de la Asociación Argentina de Football, y tuvo una destacada participación e influencia en varias instituciones deportivas como el Buenos Aires Boxing Club, el club de Gimnasia y Esgrima de Buenos Aires (GEBA), el Lobos Athletic Club y el Club Atlético Estudiantes.

## Biografía
Patrick Paddy McCarthy nació el 17 de marzo de 1876 en Cashel, perteneciente al Condado de Tipperary en la actual República de Irlanda, en aquel entonces perteneciente al Reino Unido de Gran Bretaña e Irlanda. Estudió en la institución de los Hermanos Cristianos obteniendo marcas destacadas en deportes como natación, boxeo, fútbol y otros deportes.

### Jugador de fútbol
McCarthy fue un marinero irlandés que llegó a Buenos Aires en un buque carguero en 1896, a la edad de 20 años. Apenas arribado al país, se incorporó al equipo de fútbol del Retiro Athletic Club, que reunía a empleados de las obras del puerto de Buenos Aires. Su campo de juego estaba en las cercanías de la Dársena Norte, que fue el último sector que se construyó del antiguo Puerto Madero. 
En 1899 Mc Carthy integró el equipo de fútbol del Lobos Athletic Club, que fue fundado en 1892 por residentes irlandeses de esa ciudad bonaerense. En ese equipo compartió la formación con varios jugadores que en 1900 integraron el equipo del Buenos Aires English High School, que cambió su nombre a Alumni Athletic Club en 1901 y obtuvo diez campeonatos de Primera División de Argentina. 
En 1900 Mc Carthy jugó en el Central Athletic Club, integrado en parte por antiguos compañeros del Retiro Athletic Club y que jugaba en segunda división en un campo de juego ubicado entres los diques #2 y #3 del puerto de Buenos Aires. En esa cancha comenzaron a practicar fútbol algunos alumnos del Colegio Nacional de Buenos Aires, capitaneados por Juan Fitz Simon, quien fundó el Club Atlético Estudiantes y fue su primer presidente. Mc Carthy se unió a este equipo donde jugó durante la siguiente década (hasta 1910).

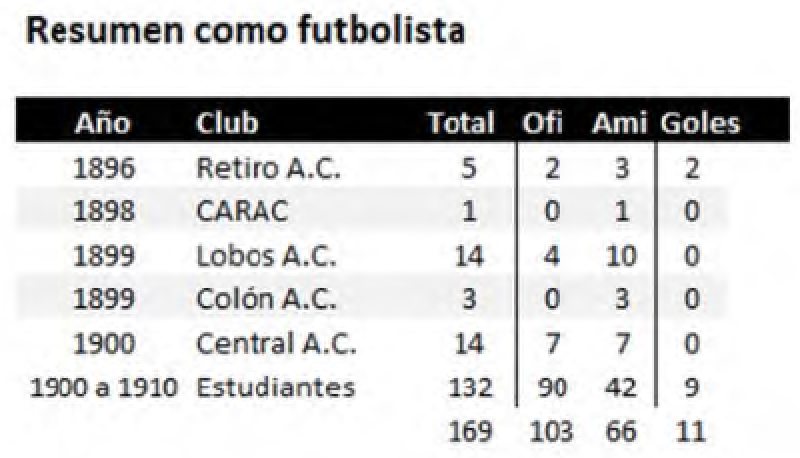

En 1905 Paddy integró un combinado de jugadores británicos que enfrentó al equipo del Nottingham Forest Football Club que realizaba un gira por el Río de la Plata. En 1906 jugó con el Club Atlético Estudiantes frente al representativo de la South African Football Association que ese año también realizó una exitosa gira.

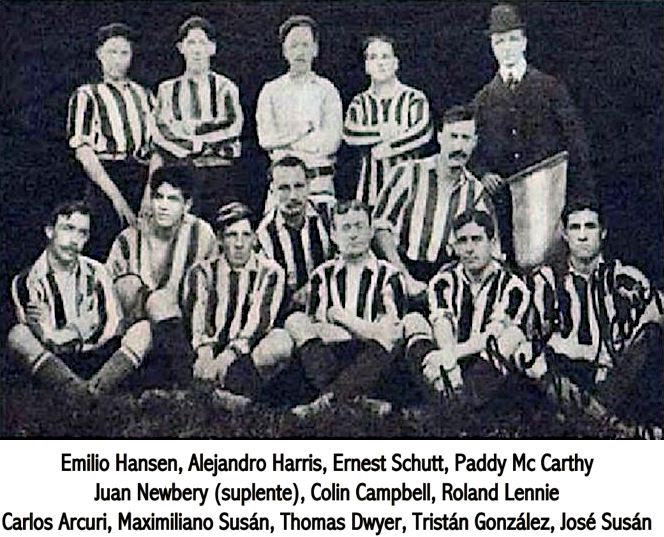

### Profesor de Ejercicios Físicos
Juan Fitz Simon era hijo de Santiago Fitz Simon, educador irlandés director de la Escuela Superior de Comercio Carlos Pellegrini. En octubre de 1900 Mc Carthy fue nombrado profesor de ejercicios físicos de esta alta casa de estudios mediante un decreto firmado por el presidente Julio Argentino Roca.

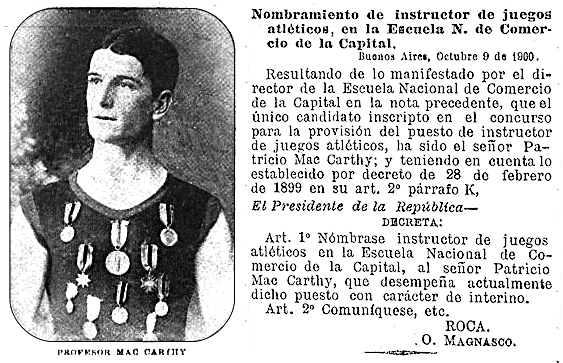

El Club Atlético Boca Juniors fue fundado el 3 de abril de 1905 por cinco muchachos (Esteban Baglietto, Alfredo Scarpatti, Santiago Sana y los hermanos Juan y Teodoro Farenga). Baglietto, Scarpatti y Sana eran alumnos de la Escuela Superior de Comercio Carlos Pellegrini y aprendieron a jugar al fútbol con Paddy Mc Carthy.

### Atleta
La introducción del atletismo en la Argentina siguió los mismos lineamientos del fútbol. Residentes ingleses comenzaron a organizar estas actividades en la segunda mitad del siglo XIX. En 1895 se estableció la Amateur Athletic Association of the River Plate, que nucleó a los principales clubes de ascendencia británica del país. Con el inicio del siglo XX, los clubes locales (como el de Gimnasia y Esgrima y el de Estudiantes) también organizaron sus competencias atléticas. Paddy Mc Carthy fue un asiduo participante en estas competencias, de las que quedaron registros de sus triunfos en carreras de media distancia, con vallas y salto en largo.

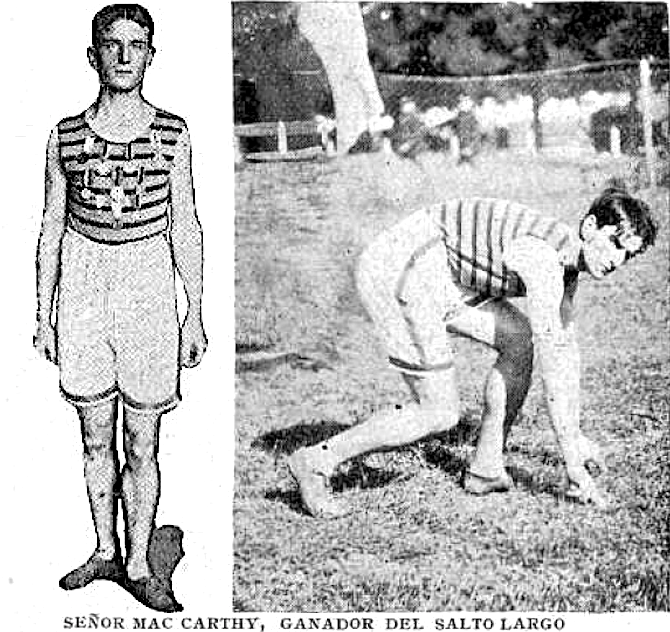

### Precursor del boxeo
Juan Fitz Simon intercedió para que Paddy McCarthy fuera aceptado por el Club de Gimnasia y Esgrima de Buenos Aires, con el fin de que fundara una  escuela de boxeo. McCarthy pronto reunió una gran cantidad de discípulos, que consolidaron el desplazamiento del savate e instalaron la práctica sistemática del boxeo en la Argentina. Los cursos de boxeo de McCarthy y las prácticas algo anteriores de Jorge Newbery en la quinta de Carlos Delcasse en Belgrano, están consideradas como dos hechos fundacionales del boxeo en la Argentina.

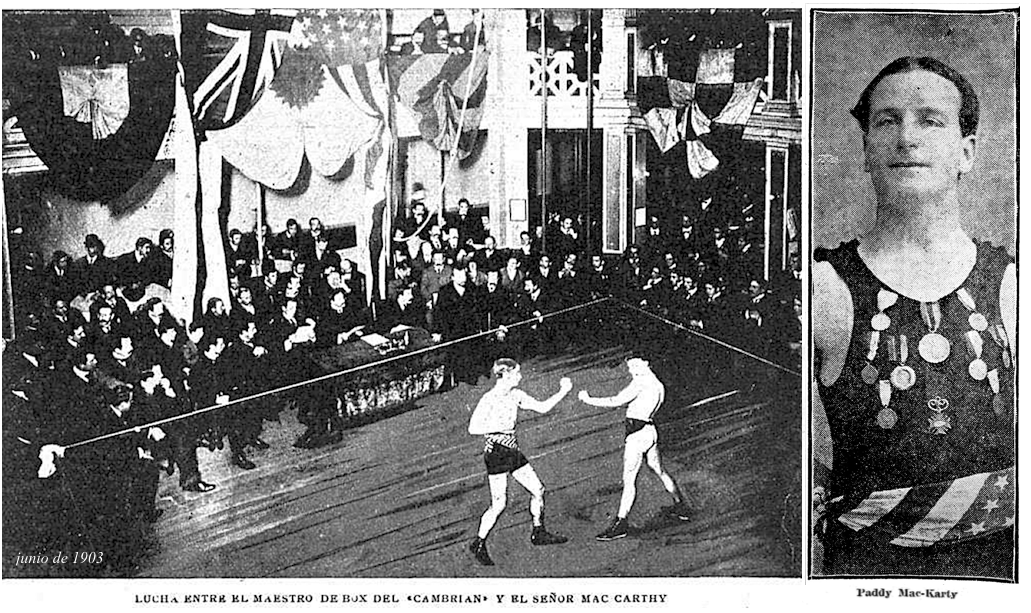

La primera pelea de boxeo profesional en la Argentina se libró el 9 de octubre de 1903 entre Paddy Mc Carthy y el italiano Abelardo Robassio en el hall del edificio de la revista El Gladiador situado sobre la Av. de Mayo. Jorge Newbery anunció a los púgiles, Carlos Delcasse fue el árbitro y el jefe de Policía Federal Argentina Francisco Beazley actuó como cronometrista. Paddy Mc Carthy ganó el combate por nocaut en el quinto asalto.

### Mánager de boxeadores
La carrera de Paddy como pugilista activo no fue muy extensa, pero su actividad como profesor, entrenador y promotor de boxeadores se extendió hasta fines de la década de 1930. Fue profesor en el Club de Gimnasia y Esgrima de Buenos Aires y en el Club del Progreso. Actuó como oficial de enlace del Buenos Aires Boxing Club, al que acercaba marineros de navíos surtos en el puerto de la ciudad para que cruzaran guantes con los entusiastas aficionados locales. En 1920 Mc Carthy organizó la peleas de box del novel Club Universitario de Buenos Aires en su primera y flamante sede de la Avenida Corrientes 323 en donde se presentó Luis Ángel Firpo en dos oportunidades.

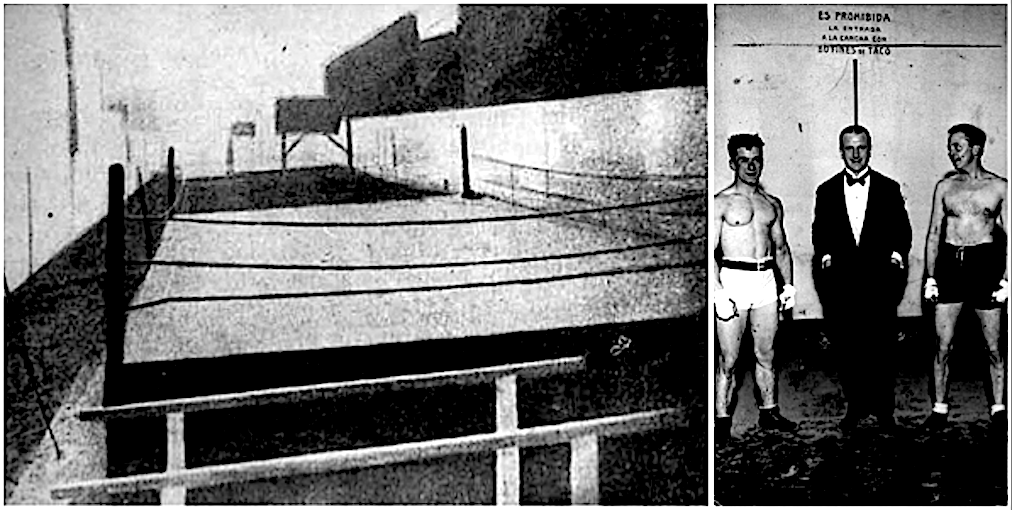

Mc Carthy luego tuvo a su cargo varios gimnasios en la Ciudad de Buenos Aires en los que entrenó a diversos boxeadores extranjeros que enfrentaron a las principales figuras locales de la época, como Justo Suárez o Victorio Campolo. 

### Juez de lucha greco-romana
A partir de 1910 Mc Carthy comenzó a anunciar en el Teatro Casino de Buenos Aires a los luchadores profesionales que disputaban con gran suceso las temporadas anuales de lucha greco-romana. Eventualmente Paddy asumió el rol de juez de estos combates, tarea de desempeñó durante 20 años.

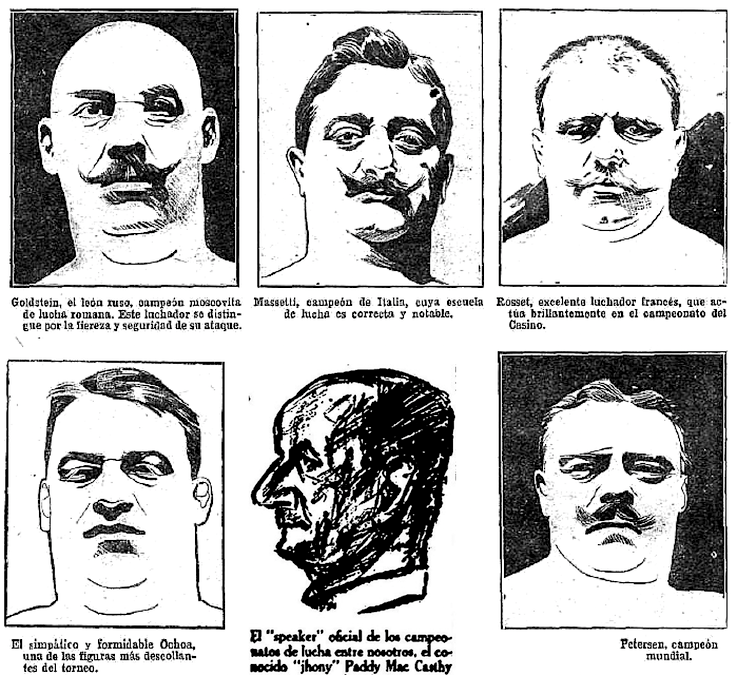

### Árbitro de fútbol
Cuando Mc Carthy dejó la práctica activa del fútbol se volcó al arbitraje. Su trayectoria fue extensa. En 1.ª división comenzó a dirigir en 1912 en la primitiva Asociación Argentina de Football en la era amateur, y completó su actuación en 1932 en la Liga Argentina de Football que dio inicio a la era profesional. En 1913, fue el árbitro del primer clásico oficial disputado entre River Plate y Boca Juniors, finalizando el partido 2 a 1 a favor del conjunto Millonario.
Mc Carthy dirigió 165 partidos en el primer nivel: 147 partidos de 1.ª Liga (con 52 triunfos locales, 55 victorias visitanes y 40 empates) y 18 partidos por Copas. En estos partidos concedió 26 penales (14 a los locales y 12 a los visitantes). También tuvo actuación en categorías subsidiarias (Intermedia y 2.ª división) pero no se cuenta con los datos estadísticos.
Durante su extensa carrera también arbitró partidos internacionales con equipos europeos que llegaban de gira a la ciudad. en 1914 dirigió un partido del Exeter City, en 1922 dirigió dos partidos partidos del representativo vasco (Federación Guipuzcoana), y en 1924 otro del Plymouth Argyle Football Club.

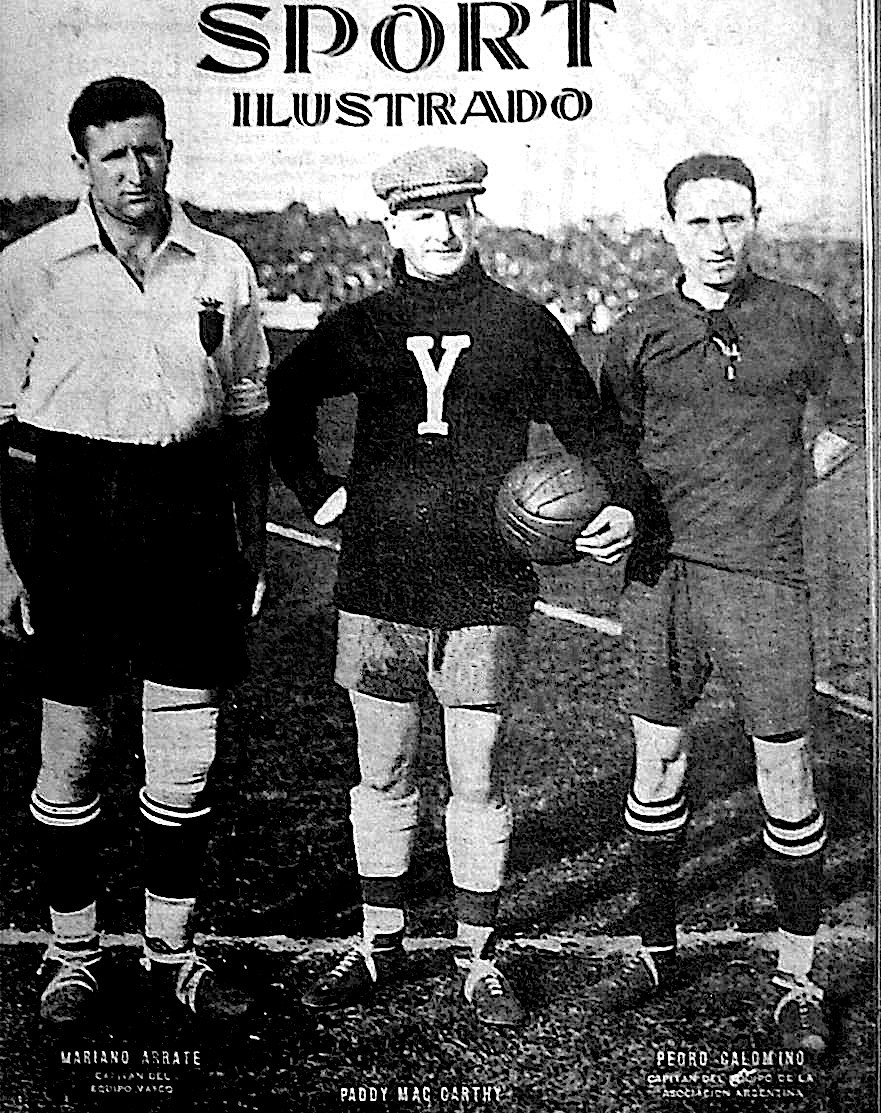

### Últimos años
McCarthy no sólo enseñó a cientos de argentinos las técnicas y reglas del fútbol y el boxeo, sino que también ayudó a popularizarlas entre los niños más humildes en las primeras décadas del siglo XX a través de su puesto en la Comisión Municipal de Deportes de Buenos Aires a la que ingresó en 1920.

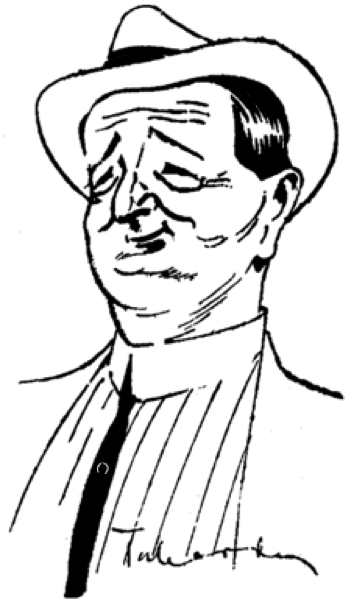

Patrick Paddy McCarthy se retiró del servicio en 1943. Murió en agosto de 1963, a la edad de 87 años, en el Hospital Británico de Buenos Aires siendo enterrado en el Cementerio de Chacarita.